# Ciocanu
Ciocanu – wieś w Rumunii, w okręgu Ardżesz, w gminie Dâmbovicioara. W 2011 roku liczyła 100 mieszkańców.